# Tadeusz Łada-Zabłocki
Tadeusz Łada-Zabłocki (ur. 28 sierpnia 1811 we wsi Ługinicze guberni smoleńskiej, zm. w sierpniu 1847 we wsi Kulp guberni erywańskiej) – polski poeta, tłumacz i etnograf. 
Pochodził z niezamożnej rodziny szlacheckiej herbu Łada. Uczęszczał do gimnazjum w Witebsku. Po jego ukończeniu 1831 został przyjęty na koszt państwa na wydział językoznawstwa i literatury Uniwersytetu Moskiewskiego. Został członkiem stowarzyszenia studenckiego „Stowarzyszenie literackie numeru jedenastego” tak nazwanego od numeru pokoju, gdzie spotykali się jego członkowie, skupieni wokół Wissariona Bielińskiego. Utrzymywał kontakty z członkami tajnych stowarzyszeń wileńskich, jak Onufry Pietraszkiewicz, Jan Wiernikowski i Józef Jeżowski. 
Aresztowany latem roku 1833 za udział w patriotycznej konspiracji, został usunięty z uniwersytetu i zesłany na dwa lata do Witebska, a w końcu roku 1837 zesłany na 22 lata na Kaukaz i wcielony do wojska. 
W swojej twórczości literackiej nawiązywał do poezji Adama Mickiewicza, Michaiła Lermontowa, Aleksandra Puszkina i Aleksandra Bestużewa.
W roku 1845 przy poparciu Józefa Ignacego Kraszewskiego wydał w Petersburgu zbiór Poezje Tadeusza Łady Zabłockiego. Wydał w tym samym roku w Paryżu zbiór ukraińskich pieśni ludowych.
Tłumaczył też utwory zachodnioeuropejskich romantyków, między innymi George'a Gordona Byrona, Roberta Southeya, Samuela Taylora Coleridge'a, Felicii Hemans i Thomasa Moore'a. Podczas pobytu w Tbiilisi zaprzyjaźnił się z literatami gruzińskimi.
Napisał też prace z dziedziny literaturoznawstwa, pozostające dotychczas w rękopisach: „Doświadczenia poetyckie”, „Materiały do historii cywilizacji i literatury słowiańskiej” oraz „Poglądy na historię literatury gruzińskiej”. Zmarł podczas epidemii cholery w wieku zaledwie 36 lat.